# 同志社大学テニス同好会新歓コンパ溺死事件
同志社大学テニス同好会新歓コンパ溺死事件（どうししゃだいがくテニスどうこうかいしんかんコンパできしじけん）は、1995年（平成7年）5月13日、同志社大学グリーンテニス同好会の新入生歓迎コンパで、新入生が飲酒を強要されて泥酔させられた挙げ句、先輩に大雨で増水した京都市の鴨川へ落とされて溺死した事件。

## 概要
同志社大1回生（当時19歳）が先輩によって酒を大量に飲まされた挙げ句、部長らから名前を連呼されるなどして、入水を煽られたという。1回生はカナヅチであることを理由に入水するのを拒否したが、2回生に入水をあおられた挙げ句、2回生に引きずられた影響から、2回生ともども川に転落。入水をあおった2回生は助かったものの、1回生は本流（深さ1.5 m）の急流に約2 km流されて死亡。
同会では新入生が鴨川に入らされる「川入り」という行事が毎年長年にわたってあり、また同大学の他のサークル・同好会でも「鴨川渡り」と称し鴨川を横断する競走がコンパの後の余興等として行われていた。
遺族は提訴したが、1997年（平成9年）10月15日、京都地方裁判所にて和解が成立。学生側は「酔いに任せて事故に巻き込み、反省している」と謝罪し、両親へ500万円を支払った。

## 類似事案
同志社大では、その後2016年にもダンスサークルの新歓コンパで、1年生の当時19歳の男子学生が、大量に一気飲みをさせられ死亡する事故が発生している。死亡した学生の遺族は、同様に京都地裁に提訴したが、2022年10月24日に同地裁は、大学側の責任は否定し和解金の支払いは無い一方、大学側が弔意を示し、学生による「飲み会なくそう」の内容のメッセージなどを同大学のウェブサイトに掲載することなどで和解が成立した。